# Saint Helens (Oregon)
Pour les articles homonymes, voir Saint Helens.
La ville de Saint Helens est le siège du comté de Columbia, situé dans l’État de l’Oregon, aux États-Unis. Sa population s’élevait à 12 883 habitants lors du recensement de 2010, estimée à 13 801 habitants en 2018.

## Histoire
Saint Helens a été incorporée en tant que city en 1889.

## Source
- (en) Cet article est partiellement ou en totalité issu de l’article de Wikipédia en anglais intitulé « St. Helens, Oregon » (voir la liste des auteurs).

1. ↑  « Incorporated Cities: St. Helens », sur Oregon Blue Book, Oregon State Archives (consulté le 19 avril 2013).
2. ↑  « Population and Housing Unit Estimates » (consulté le 6 août 2019)
3. ↑  « Population-Oregon », sur U.S. Census 1910, U.S. Census Bureau (consulté le 22 novembre 2013)
4. ↑  « Population-Oregon », sur 15th Census of the United States, U.S. Census Bureau (consulté le 27 novembre 2013)
5. ↑  « Number of Inhabitants: Oregon », sur 18th Census of the United States, U.S. Census Bureau (consulté le 22 novembre 2013)
6. ↑  « Oregon: Population and Housing Unit Counts », U.S. Census Bureau (consulté le 9 octobre 2019)
7. ↑  « Incorporated Places and Minor Civil Divisions Datasets: Subcounty Population Estimates: April 1, 2010 to July 1, 2012 » [archive du 11 juin 2013], U.S. Census Bureau (consulté le 25 novembre 2013)